# Tangaroa beattyi
Tangaroa beattyi is een spinnensoort in de taxonomische indeling van de wielwebkaardespinnen (Uloboridae).
Het dier behoort tot het geslacht Tangaroa. De wetenschappelijke naam van de soort werd voor het eerst geldig gepubliceerd in 1983 door Opell.